# Michałowizna
Michałowizna (także Michalików) – dawna wieś, obecnie nieoficjalna część wsi Jakubowizna w Polsce, położona w województwie mazowieckim, w powiecie grójeckim, w gminie Chynów.

## Historia
Michałowizna stanowiła dawniej odrębną wieś. Stanowiła zabudowania w zachodniej części współczesnej wsi, między stacją kolejową Chynów a potokiem, podczas gdy Jakubowizna właściwa stanowiła zabudowania wschodnie.
W 1933 roku właściciele gruntów w Michałowiźnie podlegli przymusowemu wywłaszczeniu na rzecz Skarbu Państwa pod budowę kolei Warszawa-Radom
Dawniej wieś należała do gminy Czersk w powiecie grójeckim. 1 lipca 1952 (jako Michalików) weszła w skład gminy Drwalew, stanowiąc jedną z jej 42 gromad. Z czasem Michałowiznę połączono z Jakubowizną, a nazwa Michałowizna wyszła z formalnego użytku.
W latach 1975–1998 miejscowość administracyjnie należała do województwa radomskiego.